# Gnestamodellen

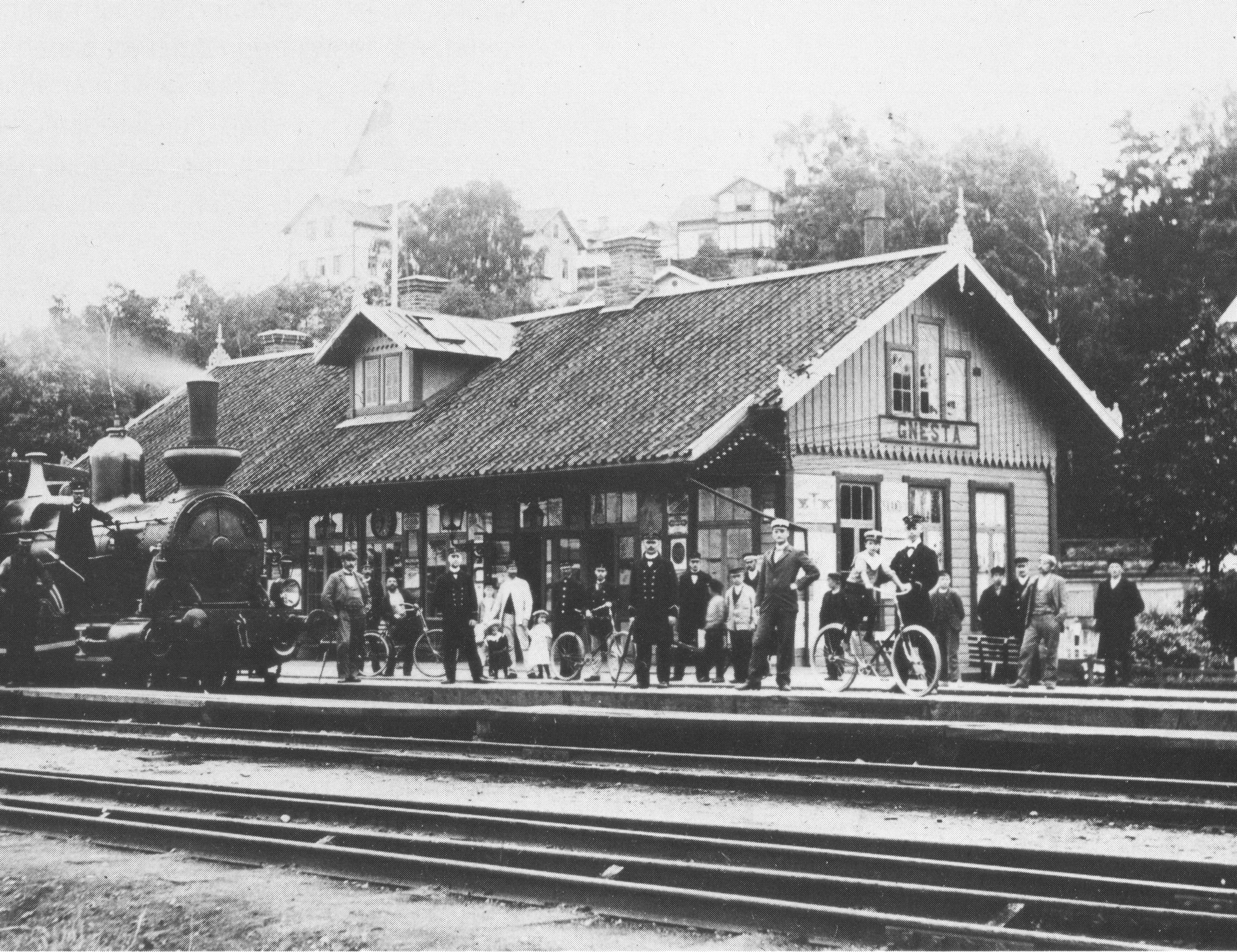
Järnvägsstationen i Gnesta 1900

Gnestamodellen är en modelltyp av stationshus, som ritades av chefsarkitekten vid Statens Järnvägars arkitektkontor Adolf W. Edelsvärd. Modellen kom att få stor spridning längs Västra stambanan och Södra stambanan.
Modellens grundplan består i princip av tre kvadrater inom vilka det finns ett större rum samt smårum. De större rummen är väntsal för första- och andraklasspassagerare, en väntsal för tredjeklasspassagerare samt en vestibul. Smårummen är bagagerum, biljettexpedition, WC, förråd och kontor. Mot järnvägen har vindsvåningen en takkupa och takfoten har dragits ut så att den fungerar som skärmtak medan den motsatta sidan har en frontespis med fronton. Huset, byggt i trä och med sadeltak, är utvändigt klätt med liggande panel, kortsidornas vindsvåning har stående panel. Utsidan är målad i ljus oljefärg med mörkare lister.
Modellen fick sitt namn efter järnvägsstationen i Gnesta. Stationsbyggnaden där ersattes dock 1907 av en byggnad i tegel.

## Stationer
Årtal för byggår kommer från Sveriges Järnvägsstationer.
- Björnlunda, byggd 1861
- Hästveda, byggd 1863-1864
- Finnerödja
- Gnesta, byggd på 1860-talet, rivet och ersatt 1907
- Liatorp, byggd 1863-1864
- Kilsmo, byggd 1875
- Moheda, byggd 1863-1864
- Pålsboda, byggd på 1870-talet
- Skebokvarn, byggd på 1860-talet, flyttad från Flen 1894
- Sävsjö, byggd 1863-1864, rivet och ersatt 1924
- Sörby, flyttad från Laxå 1867
- Vislanda, byggd 1863-1864